# احمد تویسرکانی راوری
احمد تویسرکانی راوری (۲۰ تیر ۱۳۳۹ - ۱۲ اسفند ۱۳۹۸) قاضی ایرانی و به مدت ۱۰ سال معاون قوه قضائیه و رئیس سازمان ثبت اسناد و املاک کشور بود و کمی بعد از پایان دوره ریاست، در اسفندماه ۱۳۹۸ در اثر ابتلا به ویروس کووید۱۹ در سن ۵۹ سالگی درگذشت. وی تا زمان فوت، سمت مشاور قوه قضاییه را داشت.

## ریاست سازمان ثبت اسناد و املاک کشور
وی در زمان ریاست صادق آملی لاریجانی بر قوه قضاییه، رئیس سازمان ثبت اسناد و املاک کشور بود. پس از پایان دوره ۱۰ ساله و انتصاب ذبیح‌الله خدائیان به عنوان رئیس جدید سازمان ثبت اسناد و املاک کشور، تویسرکانی به عنوان مشاور سید ابراهیم رییسی رئیس قوه قضاییه منصوب شد.

### طرح کاداستر
طرح کاداستر یکی از طرح‌های بزرگ سازمان ثبت اسناد و املاک کشور است که از زمان ریاست سید رضا زواره‌ای شروع شده و هنوز ادامه دارد. تویسرکانی به پیگیری این طرح اهتمام زیادی داشت و موارد متعددی بابت همین موضوع با دولت دچار اصطکاک می‌شد.

### تغییراتسازمان ثبتدر زمان ریاست وی
- الکترونیکی شدن دفاتر اسناد رسمی[۷]
- حذف دفاتر سنّتی (دستنویس) املاک[۸]

### چالش‌هایسازمان ثبتدر زمان ریاست وی
- حواشی ایجاد شده درخصوص سلامت آزمون سردفتران و دفتریاران[۹]
- اختلاف با نیروی انتظامی در بحث الزام ثبت نقل و انتقال خودرو در دفاتر اسناد رسمی[۱۰]

## مسؤولیتهای اجرایی پیش از سازمان ثبت
1. معاون (نظارت و بازرسی امور سیاسی و قضایی) سازمان بازرسی کل کشور در زمان ریاست ابراهیم رئیسی و محمد نیازی:؟ تا ۱۳۸۵
2. رئیس کل دادگستری استان کرمان در زمان ریاست محمود هاشمی شاهرودی: ۱۳۸۵ تا ۱۳۸۸[۱۱]